# Gedeon Barcza

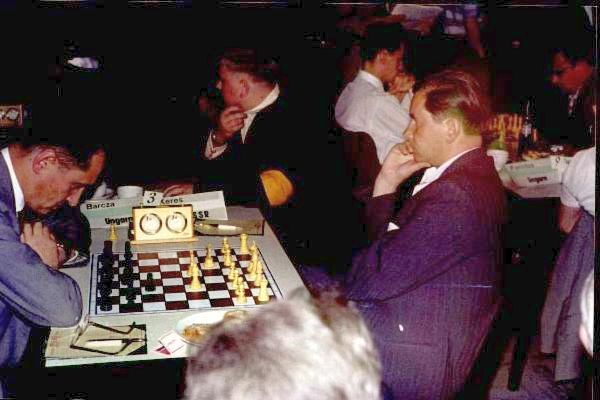
Barcza (esquerra) vs. Paul Keres, 1961.

Gedeon (Gideon) Barcza (Kisújszállás, 21 d'agost de 1911 – Budapest, 27 de febrer de 1986) fou un jugador d'escacs hongarès, que tenia el títol de Gran Mestre des de 1954.

## Resultats destacats en competició
El 1940, Barcza fou tercer, rere Max Euwe i Milan Vidmar, al Memorial Maróczy a Budapest. El setembre de 1942, fou sisè a l'anomenat pels nazis primer Campionat d'Europa a Múnic; (el campió fou Aleksandr Alekhin). El 1948, fou segon a Karlovy Vary; (el campió fou Jan Foltys). El 1948, empatà al segon/tercer lloc amb Esteban Canal a Venècia (el campió fou Miguel Najdorf).
El 1950, empatà als llocs 2n-4t a Salzbrunn (Szczawno Zdrój), el campió fou Paul Keres. El 1952 participà en l'Interzonal de Saltsjöbaden, on fou 15è. El guanyador fou Aleksandr Kótov. El 1957, va guanyar a San Benedetto del Tronto. El 1961, fou tercer a Viena. El 1962, empatà als llocs tercer/sisè a Moscou. El 1962, empatà als llocs 14è-15è a l'Interzonal d'Estocolm.
Barcza va guanyar el Campionat d'Hongria vuit cops, els anys 1942, 1943, 1947, 1950, 1951, 1955, 1957, i 1958, i va jugar, representant Hongria, en set olimpíades d'escacs (1952, 1954, 1956, 1958, 1960, 1962, i 1968).

## Llegat
Barcza és recordat per l'obertura 1.Cf3 d5 2.g3, coneguda com a sistema Barcza. Harry Golombek va dir un cop de Barcza, «és el jugador més versàtil a les obertures. Juga g2–g3 de vegades en el primer moviment, de vegades en el segon, de vegades en el tercer, i de vegades no el fa fins a la quarta jugada.»

## Partides notables
- Gedeon Barcza vs Harry Golombek, Interzonal de Suècia (18) 1952, defensa índia de dama, sistema Spasski (E14), 1–0.
- Gedeon Barcza vs Lodewijk Prins, Interzonal de Suècia (14) 1952, obertura Zukertort, defensa del peó de dama (A06), ½–½
- Gedeon Barcza vs Robert James Fischer, Zuric 1959, atac indi de rei (A07), ½–½.